# Psychologie

Řecké písmeno Psí bývá občas používáno jako symbol psychologie

Psychologie (z řeckého ψυχή (psyché) = duševno, duch, dech a -λογία (-logia) = věda, výzkum, nauka o duševnu) je věda, která studuje lidské chování, mentální procesy a tělesné dění včetně jejich vzájemných vztahů a interakcí (souhrnně označované jako psychika). Snaží se je popsat, vysvětlit a predikovat. Cílem psychologie je také získané poznatky využít k zvýšení spokojenosti a zlepšení zdraví člověka, prostřednictvím psychoterapie jich navíc lze využít k léčebným účelům.
Člověk zabývající se psychologií výzkumně i prakticky bývá označován jako psycholog. Člověk provádějící psychoterapii je psychoterapeut. Tyto role mohou být v běžné řeči zaměňované.

## Význam psychologie
Psychologové se snaží porozumět roli vnitřních procesů (kognitivních funkcí) v individuálním i sociálním chování, včetně porozumění fyziologickým a neurobiologickým procesům podmiňujícím konkrétní funkce. Psychologové objevili a vysvětlili řadu klíčových pojmů a konceptů, jako například percepce, kognice, pozornost, emoce, motivace, osobnost, interpersonální vztahy či podvědomí. K jejich získávání jsou vyvíjeny empirické metody výzkumu pro objevování a vysvětlování příčinných i korelačních vztahů mezi proměnnými, i k jejich prostému popisu a interpretaci. Psychologie se řadí mezi sociální vědy, svým rozsahem se však pohybuje na plynulém rozmezí a zahrnuje výzkum z věd přírodních (týkající se např. zákonů lidského vnímání a percepce), sociálních i humanitních věd až po filozofii.
Psychologické poznatky jsou používány ke zlepšení kvality života lidí. Výzkumná zjištění ovlivňovala vznik zákonů regulujících trest smrti, náhled na homosexualitu či podmínky, za nichž je člověk trestně zodpovědný. Většina psychologů pracuje v psychodiagnostických oborech, zabývá se léčením mentálních poruch a jiných potíží formou psychoterapie či poradenství, anebo používá aplikované psychologické poznatky například v personalistice nebo marketingu. Část psychologů se dále zabývá výzkumem na univerzitách i v soukromých společnostech.

## Hlavní přístupy v psychologii
V psychologii dnes existuje nejméně pět významných a vlivných teoretických přístupů, z nichž každý vlastním svébytným způsobem definuje svůj vědecký pohled na psychologii. Liší se definicí samotné psychologie, zaměřují se na rozdílná témata a používají často svébytné výzkumné přístupy. Podle Seamona a Kenricka lze různé přístupy přirovnat k odlišným mapám stejného města – každá využívá jinou perspektivu, jedna se zaměřuje na linie ulic, druhá na topografii a třetí na podzemní sítě. Tyto přístupy vznikaly během vývoje psychologie, kdy se zdálo, že lze nalézt jednotné psychologické paradigma, a proto se ostře vůči sobě vyhraňovaly. Dnes však mezi přístupy dochází opět k pozvolnému sbližování a jsou chápány spíše jako různé aspekty téhož jevu.

### Biologický přístup

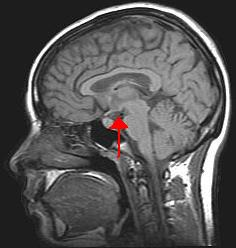
Šipka ukazuje na hypothalamus ve snímku magnetické rezonance.

Biologický přístup se zabývá studiem neurofyziologických procesů, mozku, „technickými“ aspekty vnímání a podobně. Zajímá se, jaké neurofyziologické procesy jsou základem chování a prožívání, a vznikla díky možnosti aplikace biologických experimentů pro studium myšlenkových jevů. Využívá postupy, jako je například pozitronová emisní tomografie, funkční magnetická rezonance, a její součástí je také přístup nazývaný evoluční psychologie, která studuje genetické základy lidské psychiky a jejíž představitelé vesměs navázali na Darwinovo dílo. Tento přístup je nejvíce svázaný s biologickou psychologií, jednou ze základních psychologických věd. Biologický přístup chápe například depresi jako poruchu v důsledku abnormálních změn nepříznivě ovlivňujících hladinu neurotransmiterů. Biologický přístup přispěl i ke studiu paměti. Například dětská amnézie může být zčásti způsobena nezralostí hipokampu (který se podílí na upevňování vzpomínek), neboť tato část mozku není v období roku až dvou po narození ještě plně vyvinuta.
Mezi významné osobnosti tohoto přístupu patřili například Roger W. Sperry (1913–1994), William James (1842–1910), v České republice pak František Koukolík (* 1941).

### Behaviorální přístup

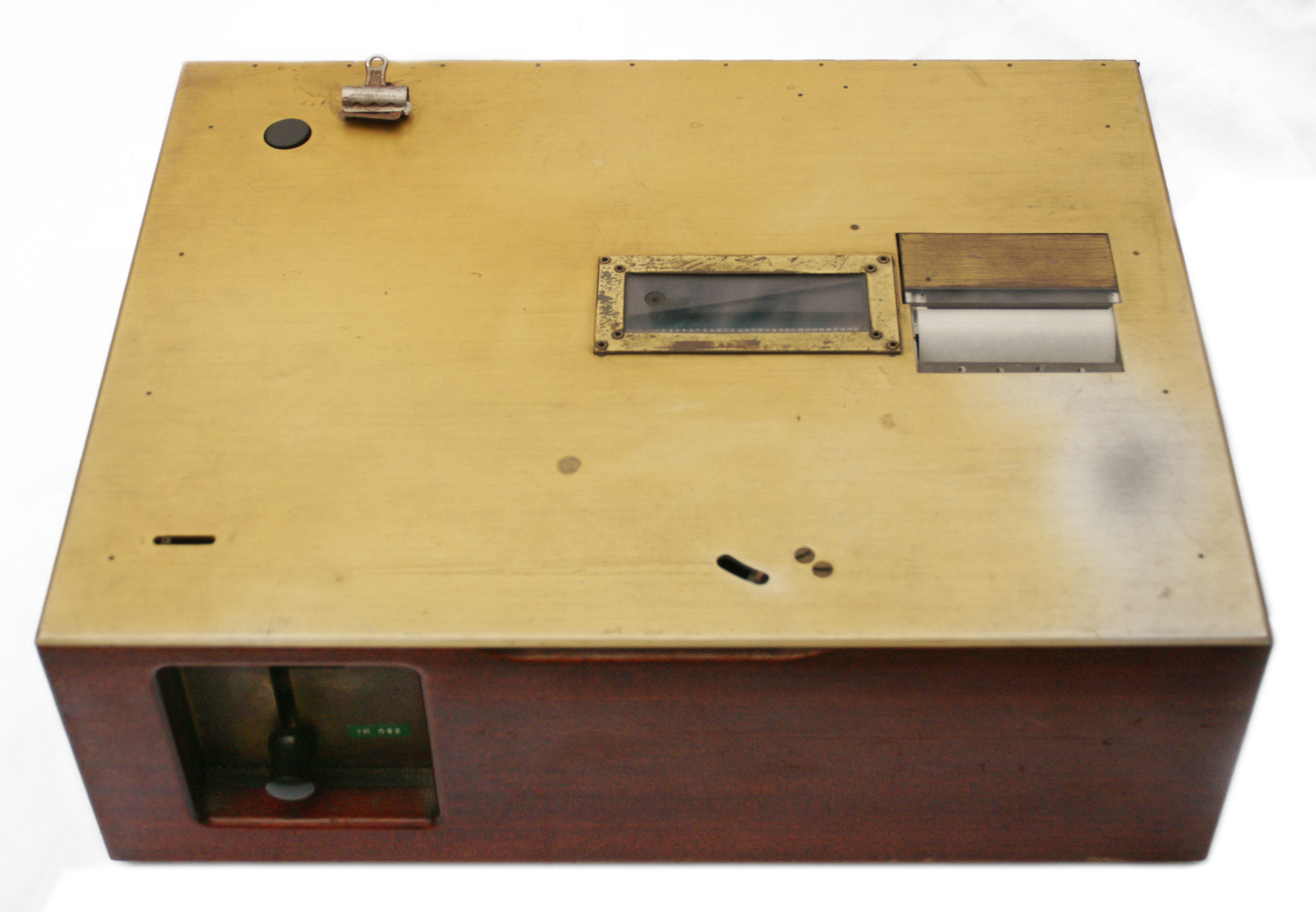
Skinnerova výuková skříňka pro učení podmiňováním.

Behaviorální přístup (někdy též behavioristický) byl dominantním v první polovině 20. století. Zaměřoval se především na lidské chování a omezil se na objektivně pozorovatelná fakta. Na rozdíl od psychoanalýzy zcela vynechal lidskou mysl (označovanou jako black box, tedy černá skříňka) a vytvořil tzv. model S-R (stimulus–reakce), ve své době byl proto odpůrci označován jako „psychologie bez duše“. V dnešní době je striktní behaviorismus spíše historií, navázaly na něj neobehaviorismus či teorie sociálního učení a používá se model S-O-R (doplněný o objekt).
Mezi představitele behaviorální psychologie patří její zakladatel John B. Watson (1878–1958), Burrhus Frederic Skinner (1904–1990), Albert Bandura (* 1925), s behaviorismem souvisejí i ruští reflexologové Ivan Michajlovič Sečenov, Ivan Petrovič Pavlov či Vladimir Michajlovič Bechtěrev.

### Psychodynamický přístup
Psychodynamický přístup (někdy označovaný též jako hlubinná psychologie) vesměs navazuje na psychoanalýzu Sigmunda Freuda a zkoumají především nevědomé oblasti lidské psychiky, které zpravidla považují za dominantní v lidském chování a myšlení. Vzhledem k malým možnostem ověřování hypotéz patří k nejkontroverznějším psychologickým proudům.
Mezi nejvýznamnější osobnosti psychodynamického přístupu patří zakladatel psychoanalýzy Sigmund Freud (1856–1939), dále pak Erich Fromm (1900–1980), Alfred Adler (1870–1937), Karen Horneyová (1885–1952) či Carl Gustav Jung (1875–1961),

### Fenomenologický přístup
Fenomenologický přístup je silně humanisticky a filozoficky orientovaný směr, který studuje smysl lidského bytí, prožívání, lidské svědomí, osamění. Přístup je nedeterministický a ústředním konceptem je tak pojem svobodná vůle. Evropský a americký přístup se tradičně liší: v Evropě, kde byla dominantní zejména existenciální analýza a daseinsanalýza, se psychologové zaměřovali převážně na smysl života, prožívání úzkosti, odloučení, izolace, přijetí apod. Americký směr (tzv. humanistická psychologie) zdůrazňovala pozitivní aspekty lidské přirozenosti. K fenomenologické psychologii lze přiřadit i nejrůznější konstruktivistické směry a stejně jako psychoanalýza má fenomenologický přístup omezené možnosti výzkumu.
Klíčovými představiteli jsou Ludwig Binswanger (tvůrce daseinsanalýzy, 1881–1966), Medard Boss (představitel daseinsanalýzy, 1903–1991) či Viktor Frankl (tvůrce logoterapie, 1905–1997)

### Gestalt psychologie

Celek je více než soubor částí – na obrázku vidíme dva trojúhelníky, ačkoliv jsou z nich vidět jen rohy.

Gestalt psychologie (někdy též tvarová psychologie, odvozeno od německého Gestalt = tvar) je převážně historická psychologická škola. Vznikla v roce 1912, tedy v období rozvoje behaviorismu v USA. Předmětem jejího studia je zkoumání psychických fenoménů celostní povahy (zejména vnímání), a to zejména s využitím metody introspekce. Percepční zkušenosti podle gestalt psychologie závisejí na vzorcích vznikajících v důsledku působení podnětů a dále na organizaci zážitků. Typickým tvrzením gestalt psychologie je teorie, že psychické jevy nelze považovat za pouhou sumu částí, ale vynořují se v duševním světě jako fenomény samy o sobě – že „celek je více než součet částí“. Když se podíváme na obrázek, uvidíme spíše dva trojúhelníky než jako šest malých obrázků. Gestalt psychologové se zabývali dále vnímáním pohybu, velikosti, sledovali proměny barev při změnách osvětlení a tím položili základy současného výzkumu v oblasti kognitivní psychologie.
Gestaltisté byli výrazně ovlivněni filozofickou fenomenologií a rovněž se inspirovali objevem magnetického pole.
Představiteli jsou například Max Wertheimer (1880–1943), Kurt Koffka (1886–1941) či Wolfgang Köhler (1887–1967). Za pokračovatele lze považovat i lingvistu Noama Chomskeho (* 1928).

### Kognitivní přístup
Kognitivní psychologie věnuje značnou pozornost mentální, zejména poznávacím procesům, a myšlení celkově. Lidskou psychiku chápe jako systém zpracování informací a část terminologie si vypůjčuje například z počítačové kybernetiky. Vytváří tzv. kognitivní mapy chování a je vedle například lingvistiky, informatiky, kybernetiky, kulturní antropologie jedním ze zdrojů současných multidisciplinárních kognitivních věd.
Mezi významné osobnosti kognitivní psychologie patří například Albert Ellis (1915–2007), Aaron Těmkin Beck (1921–2021), Herbert Simon (1916–2001) či Allen Newell (1927–1992), předchůdcem byl Edward C. Tolman (1886–1959).

## Obory psychologie
Psychologie má široké pole zájmu. Zaobírá se výzkumem od mezilidských vztahů, přes možnosti učení a osobnostní vlastnosti, až po biologické pozadí lidského myšlení. Podle předmětu zkoumání se dělí na dílčí obory:
- Základní – mají nejobecnější charakter, jsou teoretické. Patří sem zejména biologická psychologie, obecná psychologie, vývojová psychologie, psychologie osobnosti, sociální psychologie; občas sem bývá zařazována i psychopatologie a psychologie životního prostředí.
- Aplikované – zkoumají psychické jevy, které se projevují v souvislosti s určitou praxí a snaží se o praktickou aplikaci obecných teoretických přístupů. Patří sem například klinická psychologie, psychologie práce, forenzní psychologie či pedagogická psychologie.
- Speciální – někteří autoři[2] ještě uvádějí tuto kategorii, která obsahuje disciplíny odvozené od výše uvedených s relativně úzkým oborem studia. Je to například psychometrika, psycholingvistika či psychodiagnostika.

### Základní obory

#### Obecná psychologie
Obecná psychologie se zabývá základními duševními jevy člověka. Zkoumá kognitivní a emocionální procesy, tedy většinou vjemů od vnímání přes myšlení či prožívání lidí až po chování jako následek uvedených procesů.
Mezi hlavní zájmy obecné psychologie patří celá řada příbuzných témat, klíčovými pojmy jsou psychika, chování, prožívání, psychické jevy (stavy, procesy a vlastnosti, kterou jsou již spíše záležitostí psychologie osobnosti), vědomí, pozornost, spánek a sny, senzorické procesy a vlastnosti vnímání.

#### Biologická psychologie
Biologická psychologie spojuje psychologické poznatky s biologií. Zkoumá vliv biologických faktorů, např. endokrinního a nervového systému, na psychiku. Je pro ni specifický směr biologického redukcionismu, tj. snaha vysvětlit psychologické jevy jen pomocí biologie.

#### Psychologie osobnosti
Jedná se o psychologický obor, který zkoumá rozdíly mezi lidmi a jejich rozličné vlastnosti (např. způsob myšlení nebo chování). Poznatky psychologie osobnosti jsou teoretickým východiskem pro konstrukci standardizovaných metod psychologické diagnostiky.

#### Sociální psychologie
Sociální psychologie se zabývá tím, jak přítomnost ostatních lidí ovlivňuje myšlenky, emoce a chování člověka. Zkoumá nejen jeho chování ve skupinách, ale také dynamiku a struktury samotných skupin. Tento obor se překrývá se sociologií, ale liší se svým zaměřením na jednotlivce a jeho interakce s jinými lidmi, zatímco sociologie má širší perspektivu a analyzuje sociální struktury jako celek.

#### Psychopatologie
Psychopatologie zkoumá duševní poruchy a jiné abnormální stavy spojené s psychikou. Snaží se porozumět příčinám duševních poruch, sleduje jejich projevy a průběh. Je s ní úzce spojená psychoterapie, která má člověku pomoct najít ztracenou rovnováhu a vyřešit, nebo alespoň zmírnit potíže, které pociťuje.

#### Vývojová psychologie
Vývojová psychologie se zabývá vývojem člověka jak z individuálního hlediska, tak i z hlediska člověka jako druhu. Zkoumá, jakými vývojovými fázemi člověk prochází (pokud vůbec), jak se s časem vyvíjí jeho schopnosti, tělo nebo vztahy, jakým krizím čelí v průběhu života. Velkou roli hraje zejména v dětství, kdy jsou změny velmi rychlé a následně zpomalují, se vstupem do dospělosti už nehraje tak zásadní roli. Následně nabývá na důležitosti také ve stáří, kdy se s přibývajícím věkem poměrně dramaticky mění styl života i funkce těla.

### Aplikované obory

#### Klinická psychologie
Klinická psychologie aplikuje poznatky o patologickém fungování lidské psychiky a využívá psychodiagnostické postupy k jejich určování jejich typu a příčiny. Jejím cílem je zjistit pacientovy potíže a případně navrhnout možnosti léčby. Samotná léčby psychologickými prostředky se nazývá psychoterapie. V případech, kdy nejde o duševní poruchu, ale o pomoc zdravému člověku v psychické nouzi, mluvíme spíše o poradenství (například manželském, rodinném, školním aj.). Teoretickým oborem, který přímo zkoumá hranice mezi duševním zdravím a nemocí a zajímá se o vznik, průběh a charakteristiky duševních nemocí, je psychopatologie.

#### Psychologie práce
Psychologie práce se zabývá vývojem metod pro efektivní nábor zaměstnanců, zlepšováním jejich pohody a prevencí syndromu vyhoření. Zkoumá, jak organizační struktury ve firmách a organizacích ovlivňují pracovní prostředí a mezilidské vztahy na pracovišti. Součástí je také analýza toho, jak pracovní podmínky ovlivňují výkonnost, motivaci a celkové blaho zaměstnanců. Snaží se vytvářet pracovní prostředí, která podporují vysokou produktivitu, zdravé pracovní vztahy a dlouhodobé kariérní uspokojení pro všechny zaměstnance.

#### Psychologie zdraví
Psychologie zdraví se zabývá studiem toho, jak různé psychologické, behaviorální a sociální faktory, včetně stresu, ovlivňují lidské zdraví a nemoci. Cílem této disciplíny je identifikovat faktory, které mohou negativně působit na zdraví, a současně zkoumat a navrhovat efektivní strategie prevence a intervence. Soustředí se také na podporu zdravých návyků a životního stylu, které mohou snižovat riziko onemocnění. Zkoumá způsoby, jak mohou jednotlivci změnit své chování k udržení nebo zlepšení jejich zdraví, s důrazem na preventivní opatření, která minimalizují zdravotní rizika a podporují dlouhodobé zdraví a pohodu.

#### Pedagogická psychologie
Pedagogická psychologie se věnuje zkoumání procesů učení a toho, jaký vliv na ně má různé prostředí, včetně školního i domácího. Tento obor zkoumá, jak se lidé učí, jaká je role motivace a jak individuální rozdíly ovlivňují způsob, jakým lidé získávají nové znalosti a dovednosti. Zabývá se vývojem efektivních metod výuky, které podporují optimální učení. Vytváří a zdokonaluje testy a hodnocení, které pomáhají učitelům objektivně měřit znalosti a schopnosti studentů, přičemž zohledňuje jejich individuální potřeby a charakteristiky.

#### Poradenská psychologie
Poradenská psychologie se zaměřuje na poskytování poradenství v různých oblastech, včetně individuálního, manželského, rodinného, školního a pracovního poradenství. Pomáhá lidem, kteří se potýkají s dlouhodobými problémy, ale nedokážou je vyřešit sami. Na rozdíl od klinické psychologie se poradenská psychologie často zaměřuje více na preventivní aspekty a osobní růst než na řešení akutních nebo závažných duševních poruch. Cílem je pomoct rozvíjet efektivní strategie pro zvládání životních výzev a zlepšení osobní pohody.

#### Psychoterapie
Psychoterapie se využívá k minimalizaci nebo úplnému odstranění symptomů, které brání člověku žít zdravý a plnohodnotný život. Terapeutický proces zahrnuje rozhovory mezi terapeutem a klientem, kde se identifikují problematické oblasti a hledají způsoby, jak je řešit. Existuje mnoho různých psychoterapeutických směrů, které se liší svým přístupem a technikami. Mezi strukturovanější směry patří například kognitivně-behaviorální terapie (KBT), která se zaměřuje na změnu negativních myšlenkových vzorců a chování, role terapeuta je více autoritativní. Na druhou stranu existují i volnější přístupy, jako je psychodynamická terapie, která se soustředí na odhalování nevědomých procesů a raných životních zkušeností, nebo humanistické směry, které kladou důraz na osobní rozvoj a sebeaktualizaci. V humanistických směrech je terapeut vnímaný spíše rovnocenně než autoritativně. Každý směr přináší unikátní pohled na způsob, jak zlepšit duševní zdraví a kvalitu života jednotlivce.

## Historie psychologie
H. Ebbinghaus v roce 1908 poznamenal, že psychologie má dlouhou minulost, ale krátkou historii. Lidé se však o psychologické poznatky zajímali už od pradávna a během 18. a 19. století byla provedena řada výzkumů, které je možné označit jako psychologické. Jako samostatná věda se pak psychologie pod vlivem věd přírodních (zejména medicíny a fyziologie) vydělila z filozofie ve druhé polovině 19. století. Proto jsou dodnes v psychologii patrná dvě hlavní paradigmata, a to duchovědné (spíše filozofické) a přírodovědné (objektivistické, experimentálně podložené a odvozené spíše z věd přírodních).

### Počátky vědecké psychologie

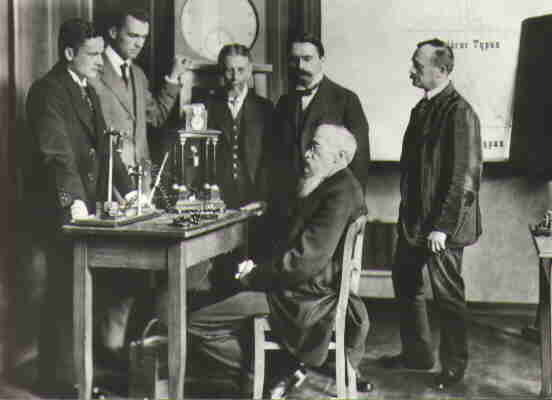
Zakladatel psychologie Wilhelm Wundt zhruba okolo roku 1880 se svým výzkumným týmem v laboratoři v Lipsku.

Ačkoliv zdroje vlivů kulminujících ve vědecké psychologii poloviny devatenáctého století lze vystopovat v psychologii antické a předrenesanční, je to přece jen primárně historie idejí, začínající renesancí, která osvětluje duchovní atmosféru místa a času poloviny devatenáctého století. Do poloviny 19. století byla psychologie součástí filozofie. Za jejího zakladatele ve filozofických vědách byl považován Aristoteles (384–322 př. n. l.). Jeho výzva adresovaná člověku a prostupující podstatnou část jeho psychologického myšlení je: „Staň se, čím jsi.“ Vědecká psychologie, snažící se o kauzální výklad psychických jevů a přírodovědně orientovaná, se mohla rozvinout díky fyzice, fyziologii, evoluční biologii, atomismu, kvantifikujícím a laboratorním přístupům včetně přístrojových prostředků, použitým k řešení vědeckých problémů. Vznik vědecké psychologie byl podpořen také kritickým empirismem, asocianismem a materialismem.
Počátky vědecké psychologie jsou obvykle datovány rokem 1879, kdy Wilhelm Wundt založil první psychologickou laboratoř na univerzitě v Lipsku v Německu. Wundt se při své práci do vysoké míry opíral o introspekci (pozorování a zaznamenávání povahy svého vlastního vnímání, myšlení a cítění).
Vznik laboratoře měl takový význam, protože v té době určovaly experimentální disciplíny (zejména přírodovědné) co je vědní a co ne. Chtěla-li se psychologie stát uznanou vědou, musela i ona prokázat, že je schopna pracovat experimentálně, v laboratoři. Laboratorní práce nabízela záruku že objektivní metodou budou získány poznatky, spolehlivě ověřitelné a opakovatelné podobně jako je tomu v chemii, fyzice nebo filozofii.
Kromě Wundta jsou svými výzkumy důležití fyziolog Ewald Hering a fyzik Ernst Mach, působící v druhé polovině 19. století v Praze, studovali počitky a vjemy. Külpe hlavní představitel Würzburské školy, zkoumal myšlenkové procesy, Ebbinghaus paměť a učení.
Nová evropská psychologie byla značnou měrou fyziologická, experimentální, elementová, asocianistická, hlavní metodou byla introspekce, i když jiné metody se též užívaly. Byla zaměřena hlavně na procesy vnímání. William James přenášel, podobně jako i jiní Američani, evropskou psychologii do Spojených států, kde se však dále vyvíjela spíše ve smyslu funkcionalismu. James zdůraznil nutnost studia návyků, emocí a vědomí.

### Strukturalismus a funkcionalismus
Metoda introspekce se neosvědčila, obzvlášť při sledování rychlých duševních procesů. A tak v raném vývoji psychologie začaly hrát důležitou úlohu směry strukturalismus (rozkládání, resp. analýza duševních struktur) a funkcionalismus (studium operací mysli, sloužících adaptaci organismu na okolní prostředí a fungování v něm).
Hlavním propagátorem strukturalistického směru byl E. B. Titchener, psycholog z Cornellovy univerzity a Wundtův žák, který pro tento směr psychologie zavedl tento název. Ovšem jiní psychologové s tímto analytickým přístupem strukturalismu nesouhlasili. William James, psycholog na Harvardově univerzitě, se domníval, že by se na analýzu prvků vědomí měl klást menší důraz a naopak větší pozornost by měla být věnována jeho proměnlivé, osobní podstatě, jeho přístup byl nazván funkcionalismus, který zejména rozšířil rámec psychologie o chování, coby předmět zkoumání.

### Psychoanalýza

Přirovnání psychiky k vědomí s vědomou částí nad hladinou a nevědomím v hloubce.

Psychoanalýza je teorií osobnosti a zároveň metodou psychoterapie. Historie psychoanalýzy se rozvíjela spíše jako součást lékařské psychologie a psychiatrie, která částečně navazovala na historii hypnotismu a zakládala se na klinických zkušenostech. Její počátky jsou spojeny se jménem Sigmunda Freuda a spadají na přelom 19. a 20. století a v tehdejší době znamenala určitou revoluci v pojetí lidské psychiky. Sigmund Freud psychoanalýzu definoval jako „vědu o nevědomí“ – psychologie do té doby s tímto pojmem nepracovala. Ústředním tématem psychoanalýzy je nevědomí, které můžeme definovat jako myšlenky, postoje, podněty, přání, motivy a emoce, jichž si nejsme vědomi. Nevědomé myšlenky se projevují mnoha způsoby, například ve snech, přeřeknutích a chybných úkonech. Během volných asociací je pacient vyzván, aby říkal, cokoli mu přijde na mysl, aby mohlo dojít ke zvědomění nevědomých přání.
Jedinci si nejsou zcela vědomi některých důležitých aspektů svého chování, jejich zvědomění může přispět k jejich léčení.
Mnoho z našeho chování má kořeny v procesech, které jsou nevědomé. Nevědomím rozumí Freud myšlenky, strachy a tužby, kterých si jedinec není vědom, ale které ovlivňují jeho chování. Podle Freuda je agresivní chování založené na vrozeném instinktu.
Na psychoanalýzu navázala Neopsychoanalýza, odmítající instinktivní a biologické základy klasické psychoanalýzy a hledající zdroj konfliktů v sociální oblasti, v raných dětských zážitcích i v konfliktu jedince s požadavky dané kultury; většinou se jedná o metodu volných asociací.

### Behaviorismus
Odvozeno od anglického behaviour (česky chování). Pro strukturalismus a funkcionalismus byl charakteristický systematický přístup k předmětu studia a psychologii chápali jako vědu o vědomé zkušenosti. Kolem roku 1920 však tyto školy byly nahrazeny novými školami. Největší vliv na vědeckou psychologii Severní Ameriky získal asi až do roku 1950 behaviorismus. Zakladatel John B. Watson nesouhlasil s názorem, že předmětem studia psychologie je vědomá zkušenost, a nesouhlasil ani s psychoanalýzou v tom, že studium lidské mysli je ústředním tématem psychologie. Tvrdil například, že psychologie zvířat a psychologie dětí jsou samostatné vědecké disciplíny a že se mohou stát vzorem pro psychologii dospělých, při svých studiích ale ještě o vědomí nehovořil. Vzhledem k tomu že chování je pozorovatelné a vědomí není, introspekce přestávala stačit a nový směr se rychle uchytil.
Podle Watsona je téměř všechno chování výsledkem podmiňování a prostředí formuje chování jedince posilováním určitých návyků. Dáme-li např. dítěti sušenku, aby přestalo plakat, jeho chování tak spíše posílíme – odměníme. Odměněná reakce byla považována za nejmenší jednotku chování, na jejímž základě mohou vznikat mnohem složitější vzorce chování. Behavioristé uvažovali o psychologických jevech v pojmech podnětu a reakce, čímž došlo ke vzniku názvu „S–R psychologie“ (Stimulus–Response, česky podnět – reakce). Tento přístup nebere v úvahu duševní procesy, o lidském vědomí někdy mluví jako o neproniknutelné schránce (ang. black box) a sleduje pouze vstupy a výstupy. Hlavní předností behavioristické psychologie tak byl psychologický experiment, který poskytoval jasně vyjádřitelné výsledky.
V důsledku kritiky radikálního behaviorismu vznikl ve 30. letech 20. stol. neobehaviorismus, který se snažil překonat mechanické chápání psychiky. Neobehaviorismus upravil rovnici S-O-R (stimulus-object-response, přičemž objekt je intervenující proměnná v podobě lidské mysli).

### Druhá polovina 20. století
Do druhé světové války byl dominantním směrem behaviorismus, především v USA, přestože například v Německu byla populární tvarová psychologie, své kořeny měla hluboko i psychoanalýza a stále existovalo více dalších psychologických směrů. Po válce se zájem o psychologii zvýšil a ukázalo se, že staré postupy již nejsou dostačující. Tento názor byl potvrzen rozvojem počítačů.
Herbert A. Simon a jeho kolegové na konci padesátých let publikovali řadu prací uvádějících, jak mohou být psychologické jevy simulovány prostřednictvím počítače. Dále byla v rámci přístupu založeného na zpracování informací přehodnocena řada psychologických konceptů.
Noam Chomsky, jehož kniha Syntaktické struktury (v ang. orig. Syntactic Structures) z roku 1957 dala podnět k prvním základním analýzám jazyka a ke vzniku psycholingvistiky a byla dalším důležitým podnětem pro psychologii. Lingvisté se začali zabývat mentálními strukturami potřebnými pro porozumění jazyku a jeho produkci.
V padesátých letech se začala výrazně rozvíjet neuropsychologie.
V průběhu 20. století se tedy těžiště zájmu psychologů vrátilo do stejného místa, odkud původně vyšlo, ke sledování vnitřních duševních struktur a procesů, tentokrát ale s novými a lepšími nástroji zkoumání. Souběžně vznikalo větší množství dílčích psychologických směrů, které však již nebyly v tak ostrém sporu.

### Současný vývoj
V současnosti už nejsou jednotlivé psychologické přístupy tolik vyhraněné a většina historických směrů je stále mezi psychology populární. Velký důraz je dnes kladen na využití počítačů a modelování lidské psychiky prostřednictvím psychometrických postupů. V posledních 20 letech se stávají stále populárnější také postmoderní psychologické směry jako například diskurzivní psychologie, která se zaměřuje na vnímání světa jednotlivcem a na způsob budování individuální zkušenosti, nebo kritická psychologie, kritizující mainstreamovou psychologii a způsob jejího nahlížení na psychopatologii.

## Studium psychologie
Studium psychologie je velmi populární po celém světě a k jeho studiu se každý rok hlásí velký počet uchazečů (jen v ČR je přijato ke studiu asi pouhých 7 % zájemců ročně). V České republice lze v roce 2024 studovat psychologii s akreditací MŠMT na pěti veřejných a třech soukromých vysokých školách.

### Doktorské studium
Absolvent postgraduálního doktorského studia psychologie je nositel titulu Ph.D. (doktor psychologie). Studium je zaměřeno primárně na přípravu pro působení v akademické a vyzkumné sféře. Jde o nejvyšší možné vzdělání v oboru psychologa-výzkumníka. Na Univerzitě Karlově v Praze se čtyřleté doktorské studium v programu Psychologie P770 realizuje na třech jejích fakultách: v oboru pedagogické psychologie na Pedagogické fakultě Univerzity Karlovy v oboru lékařské psychologie a psychopatologie na 1. Lékařské fakultě Univerzity Karlovy a v oborech sociální psychologie, psychologie práce a řízení a oboru klinická psychologie na Filozofické fakultě Univerzity Karlovy. Na Masarykově univerzitě v Brně lze studovat doktorské studium sociální, vývojové a obecné psychologie na Fakultě sociálních studií a Filozofické fakultě, kde lze navíc studovat i klinickou psychologii. Doktorské studium psychologie však nabízí i další české univerzity.

### Magisterské studium
Absolvent je oprávněn po pětiletém studiu (jedno, zda tříletém bakalářském a dvouletém navazujícím magisterském, nebo přímo pětiletém magisterském studiu) vykonávat povolání psychologa, po ukončení postgraduální přípravy i na pozici klinického psychologa či psychoterapeuta:
- Karlova univerzita v Praze – Filozofická fakulta[12] a Pedagogická fakulta[13]
- Masarykova univerzita v Brně – Fakulta sociálních studií[14] a Filozofické fakulta[15]
- Univerzita Palackého v Olomouci – Filozofická fakulta[16]
- Jihočeská univerzita v Českých Budějovicích – Pedagogická fakulta[17]
- Pražská vysoká škola psychosociálních studií – od roku 2012/2013 udělilo Ministerstvo školství, mládeže a tělovýchovy licenci k pětiletému studiu psychologie, vyhovující českým normám[18]
- University of New York v Praze – od roku 2016/2017 udělilo Ministerstvo školství, mládeže a tělovýchovy licenci k dvouletému návaznému magisterskému studiu psychologie, vyhovující českým normám.[19] Studium je v anglickém jazyce.[20]

### Bakalářské studium
Absolvent se může uplatnit v marketingu, personalistice apod., není však oprávněn vykonávat povolání psychologa, ani vstoupit do postgraduální přípravy na pozici klinického psychologa:
- všechny výše uvedené[21][22][23][24][25][26][27]
- Ostravská univerzita – Filozofická fakulta (jednooborové i dvouoborové studium)[28][29]
- University of New York v Praze – bakalářský program psychologie v anglickém jazyce s akreditací Ministerstvo školství, mládeže a tělovýchovy.[30]
- AMBIS – akreditace od března 2024[31][32]

### Jiná psychologická studia
Absolvent může nalézt uplatnění jinde, například v pedagogické sféře, personalistice apod., není však opět oprávněn vykonávat samostatnou psychologickou činnost. Zpravidla jde také jen o zaměření na psychologii v rámci jiného studia (například ekonomického), nikoliv psychologii jako samostatný studijní obor:
- Západočeská univerzita v Plzni – Fakulta pedagogická (psychologie se zaměřením na vzdělávání).[34] Tomuto programu však vyprší akreditace MŠMT 31.12. 2024, takže fakulta mohla přijmout uchazeče nejpozději do března 2020.[35]
- Vysoká škola aplikované psychologie v Terezíně – personální a interkulturní management s využitím aplikované psychologie[36]
- VŠEM – Manažerská psychologie[37]
- a další[33]

Kromě toho výkon dalších určitých psychologických povolání může být vázán na jiné postgraduální studium. Příkladem může být povolání klinického psychologa, ke kterému je oprávněn držitel magisterského titulu z psychologie s dokončenou pětiletou předatestační přípravou.